# X-Фактор (сезон 8)
Восьмой сезон украинского телевизионного шоу X-Фактор («И́кс-Фа́ктор»). Премьера сезона состоялась 2 сентября 2017 года на канале СТБ. 3 из 4 судей прошлого сезона были заменены. Новыми судьями стали певец Олег Винник, бывшая участница группы Потап и Настя — Настя Каменских, а также Дмитрий Шуров, более известный под псевдонимом Pianoбой.
Телевизионные кастинги прошли в Харькове, Одессе, Днепре, Мариуполе, Львове, и Киеве.

## Кастинг

### Тренировочный лагерь
Всего по итогам прослушиваний 180 человек получили 3 или 4 «да» от судей и получили право участия в следующем раунде. Но для тренировочного лагеря судьи отобрали всего 100. По приезде в тренировочный лагерь участников разделили на группы по 3 человека, которые выбрали себе песню и получили пару часов на подготовку.
После первых выступлений ровно половина участников была отсеяна, и в раунд сольных прослушиваний прошли 50 конкурсантов. В этом туре участникам предстояло подготовить сольное выступление, выбрав одну из предложенных песен. Перед прослушиваниями каждой категории конкурсантов назначили наставника, и только сам наставник решал, кто проходит дальше, а кто покидает шоу.
Из тренировочного лагеря в этап прослушиваний в домах судей вышли 24 участника, по 6 в каждой из 4 категорий.

### Визиты к судьям
По итогам тренировочного лагеря в следующий этап было отобрано 25 участников, которые были разделены по следующим категориям:
| Олег Винник 30+      | Настя Каменских Девушки | Дмитрий Шуров Парни      | Андрей Данилко Группы    |
| -------------------- | ----------------------- | ------------------------ | ------------------------ |
| Алена Романовская    | Вета Козакова           | Иван Варава              | «Каблуками по брусчатке» |
| Николай Ильин        | Ксения Попова           | Михаил Панчишин          | «Yurcash»                |
| Татьяна Александрова | Дарья Ступак            | Диедонне Нгелека Касонго | «KAZKA»                  |
| Андрей Колосов       | Анна Трубецкая          | Женя Варенич             | «Dominatos»              |
| Елена Зуева          | Анна Корсун             | Данил Богданенко         | «#таксавпала»            |
| Денис Мельник        | Марина Круть            | Владимир Елизаров        | Нумер «482»              |
|                      |                         | Остап Скороход           |                          |

Трое из четырёх наставников пригласили своих знакомых, для помощи в выборе своей команды. Олег Винник пригласил продюсера Михаила Ясинского. Настя Каменских попросила помощи у известного клипмейкера Алана Бадоева, а Дмитрий Шуров пригласил к себе в помощники руководителя радиостанции ХІТ-FM Виталия Дроздова.

#### Олег Винник
| Порядок | Участник             | Песня                    | Оригинал            | Результат |
| ------- | -------------------- | ------------------------ | ------------------- | --------- |
| 1       | Андрей Колосов       | «Start A Fire»           | John Legend         | Выбыл     |
| 2       | Николай Ильин        | «Помолимся за родителей» | Сосо Павлиашвили    | Прошел    |
| 3       | Татьяна Александрова | «Love Hurts»             | Nazareth            | Выбыл     |
| 4       | Алена Романовская    | «Besame Mucho»           | Andrea Bocelli      | Прошел    |
| 5       | Денис Мельник        | «Варто чи ні?»           | Александр Пономарев | Выбыл     |
| 6       | Елена Зуева          | «Посвящение женщине»     | Тамара Гвердцители  | Прошел    |

#### Андрей Данилко
| Порядок | Участник                 | Песня                  | Оригинал     | Результат |
| ------- | ------------------------ | ---------------------- | ------------ | --------- |
| 1       | «Каблуками по брусчатке» | «Я хочу танцевать»     | Макс Барских | Прошел    |
| 2       | «Так совпало»            | «I’m Not The Only One» | Sam Smith    | Выбыл     |
| 3       | Нумер «482»              | «Важлива»              | Нумер 482    | Выбыл     |
| 4       | «Dominatos»              | «It’s My Life»         | Bon Jovi     | Выбыл     |
| 5       | «Yurcash»                | «Стеляться тумани»     | Yurcash      | Прошел    |
| 6       | «KAZKA»                  | «Love Runs Out»        | OneRepublic  | Прошел    |

#### Настя Каменских
| Порядок | Участник       | Песня                   | Оригинал        | Результат  |
| ------- | -------------- | ----------------------- | --------------- | ---------- |
| 1       | Анна Корсун    | «Хуторянка»             | София Ротару    | Выбыла     |
| 2       | Марина Круть   | «Така, як ти»           | Океан Эльзы     | Выбыла     |
| 3       | Дарья Ступак   | «Полина»                | Бумбокс         | Прошла     |
| 4       | Ксения Попова  | «Улыбайся»              | IOWA            | Неизвестно |
| 5       | Анна Трубецкая | «Прірва»                | The Hardkiss    | Прошла     |
| 6       | Вета Козакова  | «Самба белого мотылька» | Валерий Меладзе | Неизвестно |

#### Дмитрий Шуров
| Порядок | Участник                 | Песня                        | Оригинал         | Результат |
| ------- | ------------------------ | ---------------------------- | ---------------- | --------- |
| 1       | Евгений Варенич          | «Люди Як Кораблі»            | Скрябин          | Выбыл     |
| 2       | Иван Варава              | «What Is Love»               | Haddaway         | Прошел    |
| 3       | Михаил Панчишин          | «Будь, пожалуйста, послабее» | Алексей Воробьев | Прошел    |
| 4       | Данил Богданенко         | «Киев днём и ночью»          | O.Torvald        | Выбыл     |
| 5       | Диедонне Нгелека Касонго | «Сам собі країна»            | Скрябин          | Выбыл     |
| 6       | Владимир Елизаров        | Импровизация                 | Импровизация     | Выбыл     |
| 7       | Остап Скороход           | «На небі»                    | Океан Эльзы      | Прошел    |

## Участники
Цветовой ключ:
     — Победитель
     — Суперфиналист
     — Финалист
     — Участник выбыл только по результатам голосования телезрителей
     — Участник выбыл по голосованию судей и телезрителей

| Категория (наставник) | Участники               | Участники                        | Участники                 | Участники                 |
| --------------------- | ----------------------- | -------------------------------- | ------------------------- | ------------------------- |
| 30+ (Винник)          | Елена Зуева 4 место     | Николай Ильин 6 место            | Алёна Романовская 9 место | Алёна Романовская 9 место |
| Девушки (Каменских)   | Дарья Ступак 3 место    | Анна Трубецкая 8 место           | Ксения Попова 12 место    | Вета Козакова 13 место    |
| Парни (Шуров)         | Михаил Панчишин 1 место | Иван Варава 10 место             | Остап Скороход 11 место   | Остап Скороход 11 место   |
| Группы (Данилко)      | «Yurcash» 2 место       | «Каблуками по брусчатке» 5 место | «KAZKA» 7 место           | «KAZKA» 7 место           |

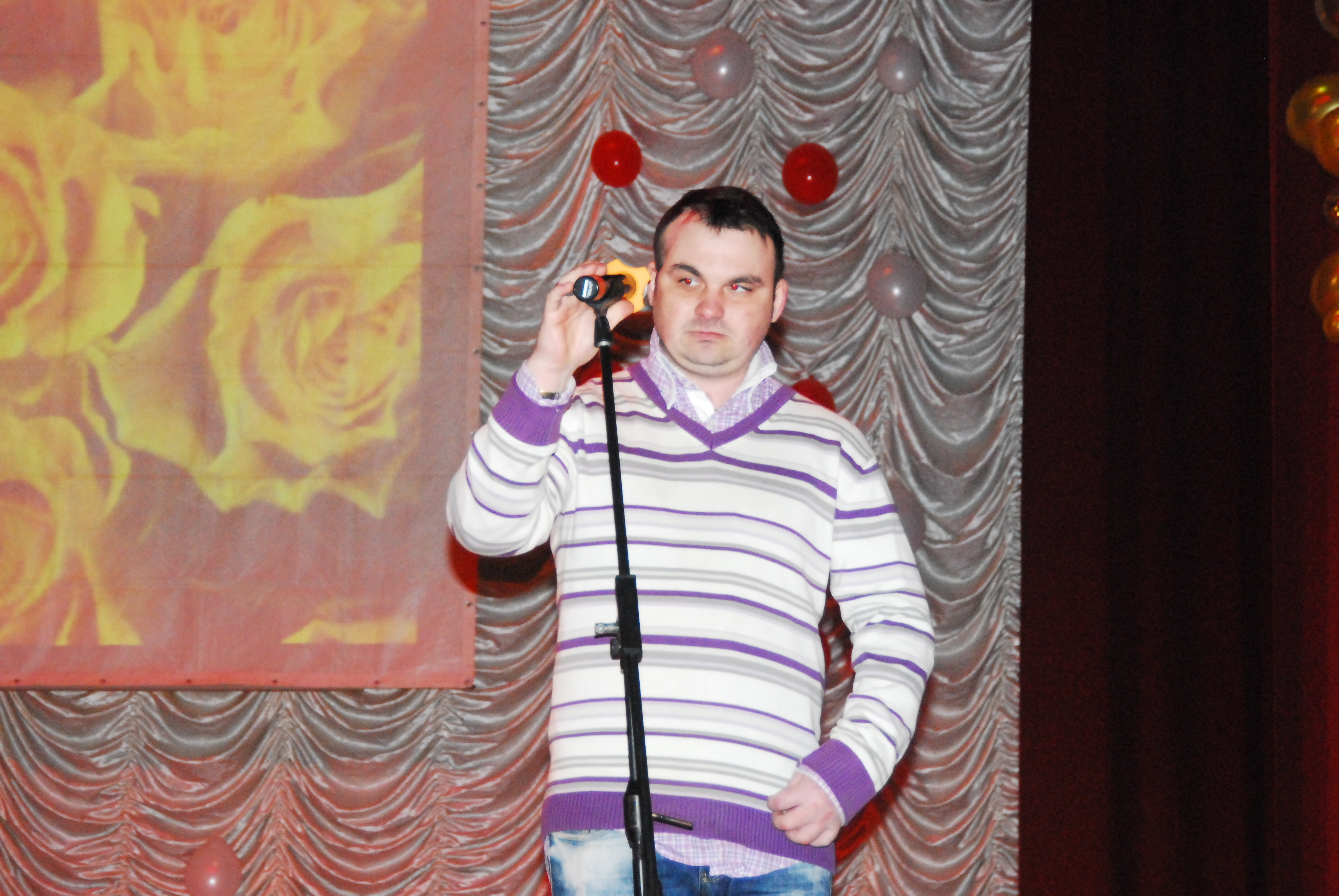
Участник X фактора

- 1 место — (победитель) — Михаил Панчишин, Львов, 19 лет (Дмитрий Шуров)
- 2 место — (суперфиналист) — «Yurcash», Киев (Андрей Данилко)
- 3 место — (финалист) — Дарья Ступак, Киев, 22 года (Настя Каменских)
- 4 место — (полуфиналист) — Елена Зуева, Лиман, 32 года (Олег Винник)
- 5 место — (полуфиналист) — Каблуками по брусчатке, Киев (Андрей Данилко)
- 6 место — Николай Ильин, Мелитополь, 32 года (Олег Винник)
- 7 место — «KAZKA», Харьков/Киев (Андрей Данилко)
- 8 место — Анна Трубецкая, Могилёв, 18 лет (Настя Каменских)
- 9 место — Алена Романовская, Харьков, 52 года (Олег Винник)
- 10 место — Иван Варава, Хмельницкий, 20 лет (Дмитрий Шуров)
- 11 место — Остап Скороход, Астана, 22 года (Дмитрий Шуров)
- 12 место — Ксения Попова, Кривой Рог, 21 год (Настя Каменских)
- 13 место — Вета Козакова, Киев, 24 года (Настя Каменских)

## Прямые эфиры

### Первый прямой эфир (11 ноября)
- Тема эфира: Радиохиты
- Общая песня: На Вершині
- Приглашённый гость:  Настя Каменских — «#этомояночь»,  LP — «Lost on You», «Other People», «When We’re High»

|                          | Порядок | Песня                                    | Оригинал        | Результат |
| ------------------------ | ------- | ---------------------------------------- | --------------- | --------- |
| Елена Зуева              | 1       | «Сдаться ты всегда успеешь»              | Тина Кароль     | Спасена   |
| Иван Варава              | 2       | «You’re Beautiful»                       | James Blunt     | Спасён    |
| «Каблуками по брусчатке» | 3       | «Туманы»                                 | Макс Барских    | Спасены   |
| Ксения Попова            | 4       | «Stop»                                   | Sam Brown       | Номинация |
| Николай Ильин            | 5       | «Красавчик»                              | Валерий Сюткин  | Спасён    |
| Анна Трубецкая           | 6       | «Шаленій»                                | Гайтана         | Спасена   |
| Михаил Панчишин          | 7       | «Сьюзі»                                  | Океан Эльзы     | Спасён    |
| «KAZKA»                  | 8       | «Lost on You»                            | LP              | Спасены   |
| Алёна Романовская        | 9       | «Я»                                      | Лолита          | Спасена   |
| Остап Скороход           | 10      | «Supreme»                                | Robbie Williams | Номинация |
| Дарья Ступак             | 11      | «Перечекати»                             | Тина Кароль     | Спасена   |
| «Yurcash»                | 12      | «The Final Countdown» (Фінальний відлік) | Europe          | Спасены   |
| Песня за жизнь           |         |                                          |                 |           |
| Остап Скороход           | 1       | «Demons»                                 | Imagine Dragons | Спасён    |
| Ксения Попова            | 2       | «Stay With Me»                           | Sam Smith       | Выбыла    |

### Второй прямой эфир (18 ноября)
- Тема эфира: Песни из мюзиклов
- Общая песня: Буги-вуги каждый день
- Приглашённый гость: —

|                          | Порядок        | Песня                                  | Оригинал                     | Результат      |            |
| ------------------------ | -------------- | -------------------------------------- | ---------------------------- | -------------- | ---------- |
| «KAZKA»                  | 1              | «Dancing Queen»                        | Abba                         | Спасены        |            |
| Остап Скороход           | 2              | «City of Stars»                        | Ryan Gosling                 | Номинация      |            |
| Алёна Романовская        | 3              | «Padam, Padam»                         | Edith Piaf                   | Номинация      |            |
| Михаил Панчишин          | 4              | «We Will Rock You»                     | Queen                        | Спасён         |            |
| Николай Ильин            | 5              | «Пора соборов кафедральных»            | Мюзикл «Notre dame de Paris» | Спасён         |            |
| Анна Трубецкая           | 6              | «Welcome To Burlesque»                 | Cher                         | Спасена        |            |
| «Yurcash»                | 7              | «Горілка»                              | Верка Сердючка               | Спасены        |            |
| Дарья Ступак             | 8              | «Who Wants To Live Forever»            | Queen                        | Спасена        |            |
| Иван Варава              | 9              | «Can You Feel The Love Tonight»        | Elton John                   | Спасён         |            |
| Елена Зуева              | 10             | «Я тебя никогда не забуду»             | Юнона и Авось                | Спасена        |            |
| «Каблуками по брусчатке» | 11             | «Пусть всё будет так, как ты захочешь» | Чайф                         | Спасены        |            |
| Песня за жизнь           | Песня за жизнь | Песня за жизнь                         | Песня за жизнь               | Песня за жизнь | Телепортал |
| Алёна Романовская        | 1              | «Я буду всегда с тобой»                | Наргиз                       | Спасена        | (81 %)     |
| Остап Скороход           | 2              | «Тільки сьогодні»                      | Остап Скороход               | Выбыл          | (19 %)     |

### Третий прямой эфир (25 ноября)
- Тема эфира: Вечер украинской музыки
- Общая песня: —
- Приглашённый гость:  Без обмежень — «Тону», «Най»

|                          | Порядок        | Песня                  | Оригинал        | Результат      |            |
| ------------------------ | -------------- | ---------------------- | --------------- | -------------- | ---------- |
| Анна Трубецкая           | 1              | «Козачка»              | Раиса Кириченко | Номинация      |            |
| «Каблуками по брусчатке» | 2              | «Пробач»               | Сергей Бабкин   | Спасены        |            |
| Иван Варава              | 3              | «Запроси мене у сни»   | Назарий Яремчук | Номинация      |            |
| «KAZKA»                  | 4              | «Журавлі»              | The Hardkiss    | Спасены        |            |
| Елена Зуева              | 5              | «Шлях додому»          | Jamala          | Спасена        |            |
| «Yurcash»                | 6              | «Могила»               | Тарас Шевченко  | Спасены        |            |
| Николай Ильин            | 7              | «Эта женщина»          | Сергей Любавин  | Спасён         |            |
| Дарья Ступак             | 8              | «Я піду в далекі гори» | Квитка Цисык    | Спасена        |            |
| Алёна Романовская        | 9              | «Свіча»                | Оксана Билозир  | Спасена        |            |
| Михаил Панчишин          | 10             | «Вона»                 | Плач Єремії     | Спасён         |            |
| Песня за жизнь           | Песня за жизнь | Песня за жизнь         | Песня за жизнь  | Песня за жизнь | Телепортал |
| Иван Варава              | 1              | «Люди»                 | Бумбокс         | Выбыл          | 43 %       |
| Анна Трубецкая           | 2              | «Путь»                 | Ольга Кормухина | Спасена        | 57 %       |

### Четвёртый прямой эфир (2 декабря)
- Тема эфира: Оркестровый вечер
- Общая песня: —
- Приглашённый гость:  Pianoбой — «Полуничне небо»

|                          | Порядок        | Песня                              | Оригинал         | Результат      |            |
| ------------------------ | -------------- | ---------------------------------- | ---------------- | -------------- | ---------- |
| «Yurcash»                | 1              | «Amar Pelos Dois» (Любити за двох) | Salvador Sobral  | Спасены        |            |
| Елена Зуева              | 2              | «Я полюбила вас»                   | Земфира          | Спасена        |            |
| Анна Трубецкая           | 3              | «Зачем тебе я»                     | Григорий Лепс    | Номинация      |            |
| Николай Ильин            | 4              | «Радовать»                         | Сосо Павлиашвили | Спасён         |            |
| Алёна Романовская        | 5              | «Мой первый день без тебя»         | Ольга Кормухина  | Выбыла         |            |
| «KAZKA»                  | 6              | «Forever Young»                    | Alphaville       | Номинация      |            |
| Михаил Панчишин          | 7              | «Вороны»                           | Нервы            | Спасён         |            |
| «Каблуками по брусчатке» | 8              | «Остров»                           | Леонид Агутин    | Спасены        |            |
| Дарья Ступак             | 9              | «Smooth Operator»                  | Sade             | Спасена        |            |
| Песня за жизнь           | Песня за жизнь | Песня за жизнь                     | Песня за жизнь   | Песня за жизнь | Телепортал |
| Анна Трубецкая           | 1              | «Sweet People»                     | Alyosha          | Выбыла         | 53 %       |
| «KAZKA»                  | 2              | «Highway to Hell»                  | AC/DC            | Спасены        | 47 %       |

### Пятый прямой эфир (9 декабря)
- Тема эфира: Шансон
- Общая песня: На дискотеку
- Приглашённый гость:  Полиграф ШарикОҒҒ — «Харизма», «У меня есть все»

|                          | Порядок        | Песня                    | Оригинал               | Результат      |            |
| ------------------------ | -------------- | ------------------------ | ---------------------- | -------------- | ---------- |
| Елена Зуева              | 1              | «Бабы-стервы»            | Ирина Аллегрова        | Спасена        |            |
| «KAZKA»                  | 2              | «Баллада о Любви»        | Владимир Высоцкий      | Выбыли         |            |
| Николай Ильин            | 3              | «Я скучаю по тебе»       | Сергей Трофимов        | Номинация      |            |
| «Каблуками по брусчатке» | 4              | «Танго Магнолия»         | Александр Вертинский   | Номинация      |            |
| Дарья Ступак             | 5              | «Вьюга»                  | Григорий Лепс          | Спасена        |            |
| Михаил Панчишин          | 6              | «Дым сигарет с ментолом» | Нэнси                  | Спасён         |            |
| «Yurcash»                | 7              | «Украинский шансон»      | Yurcash                | Спасены        |            |
| Песня за жизнь           | Песня за жизнь | Песня за жизнь           | Песня за жизнь         | Песня за жизнь | Телепортал |
| Николай Ильин            | 1              | «Ночь»                   | Михаил Шуфутинский     | Выбыл          | 45 %       |
| «Каблуками по брусчатке» | 2              | «Баян»                   | Каблуками по брусчатке | Спасены        | 55 %       |

### Шестой прямой эфир (16 декабря)
- Тема эфира: Итальяно-испано-немецкий вечер, задания от судей
- Общая песня: Важно (Monatik)
- Приглашённый гость:  Олег Винник — «Вовчиця», «Кто я», «Возьми меня в свой плен»

|                          | Порядок        | Песня                           | Оригинал                          | Результат      |            |
| ------------------------ | -------------- | ------------------------------- | --------------------------------- | -------------- | ---------- |
| «Каблуками по брусчатке» | 1              | «Despacito» (украинская версия) | Luis Fonsi                        | Выбыли         |            |
| «Каблуками по брусчатке» | 2              | «Звезды континентов»            | «По следам бременских музыкантов» | Выбыли         |            |
| Елена Зуева              | 1              | «Бывший»                        | Оля Полякова                      | Номинация      |            |
| Елена Зуева              | 2              | «La Isla Bonita»                | Madonna                           | Номинация      |            |
| «Yurcash»                | 1              | «Oops!…I Did It Again»          | Britney Spears                    | Спасены        |            |
| «Yurcash»                | 2              | «Mutter»                        | Rammstein                         | Спасены        |            |
| Михаил Панчишин          | 1              | «Девчонка Девчоночка»           | Женя Белоусов                     | Спасён         |            |
| Михаил Панчишин          | 2              | «Solo noi»                      | Toto Cutugno                      | Спасён         |            |
| Дарья Ступак             | 1              | «День Народження»               | Вопли Видоплясова                 | Номинация      |            |
| Дарья Ступак             | 2              | «Hijo de la Luna»               | Mecano                            | Номинация      |            |
| Песня за жизнь           | Песня за жизнь | Песня за жизнь                  | Песня за жизнь                    | Песня за жизнь | Телепортал |
| Елена Зуева              | 1              | «Нас бьют, мы летаем»           | Алла Пугачева                     | Выбыла         | 48 %       |
| Дарья Ступак             | 2              | «I Was Born To Love You»        | Queen                             | Спасена        | 52 %       |

### Седьмой прямой эфир (23 декабря)
- Тема эфира: Песня с кастинга. Дуэт со звездой. Последняя ставка продюсеров
- Общая песня:
- Приглашённый гость:

|                 | Порядок | Песня                                                 | Оригинал      | Результат |
| --------------- | ------- | ----------------------------------------------------- | ------------- | --------- |
| «Yurcash»       | 1       | «Капитан дирижабля»                                   | Yurcash       | Прошли    |
| «Yurcash»       | 2       | «Sunny» (feat. Лиз Митчелл)                           | Boney M.      | Прошли    |
| «Yurcash»       | 3       | «Я йду»                                               | Yurcash       | Прошли    |
| Дарья Ступак    | 1       | «What’s Up?»                                          | 4 Non Blondes | Выбыла    |
| Дарья Ступак    | 2       | «Thinking About it (Let It Go)» (feat. Nathan Goshen) | Nathan Goshen | Выбыла    |
| Дарья Ступак    | 3       | «Антарктида»                                          | The Hardkiss  | Выбыла    |
| Михаил Панчишин | 1       | «Кофе мой друг»                                       | Нервы         | Прошёл    |
| Михаил Панчишин | 2       | «Крик» (feat. O.Torvald)                              | O.Torvald     | Прошёл    |
| Михаил Панчишин | 3       | «Балада про мальви»                                   | София Ротару  | Прошёл    |

#### Вне конкурса
|               | Песня         | Оригинал      |
| ------------- | ------------- | ------------- |
| O.Torvald     | «#Ракамакафо» | O.Torvald     |
| Nathan Goshen | «Home»        | Nathan Goshen |
| Liz Mitchell  | «Bahama Mama» | Boney M.      |
| Дарья Ступак  | «Falling»     | Alicia Keys   |

### Гала-концерт (30 декабря)
- Тема эфира: Гала-концерт. Песни из предыдущих эфиров
- Общая песня:
- Приглашённый гость:  Melovin — «Play This Life»,  Mountain Breeze — «What`s Wrong With That»

|                 | Порядок | Песня               | Оригинал          | Результат     |
| --------------- | ------- | ------------------- | ----------------- | ------------- |
| «Yurcash»       | 1       | «Горілка»           | Верка Сердючка    | Суперфиналист |
| «Yurcash»       | 2       | «Stop Killing Love» | Yurcash           | Суперфиналист |
| Михаил Панчишин | 1       | «Вороны»            | Нервы             | Победитель    |
| Михаил Панчишин | 2       | «Країна мрій»       | Вопли Видоплясова | Победитель    |

## Тематика раундов
| Эфир | Тема эфира                                                                               |
| ---- | ---------------------------------------------------------------------------------------- |
| 1    | Радиохиты                                                                                |
| 2    | Песни из мюзиклов                                                                        |
| 3    | Вечер украинской музыки                                                                  |
| 4    | Оркестровый вечер                                                                        |
| 5    | Шансон                                                                                   |
| 6    | Итальяно-испано-немецкий вечер Задание от судей                                          |
| 7    | Песня, которую участник исполнял на кастинге Дуэт со звездой Последняя ставка продюсеров |
| 8    | Гала-концерт. Песни из предыдущих эфиров                                                 |

## Итоги

### Общие результаты
| — | Участники, попавшие в номинацию на выбывание |
| — | Выбывшие участники                           |

| Участник                 | 1 неделя                                     | 2 неделя                            | 3 неделя                                | 4 неделя                                   | 5 неделя                                  | 6 неделя                                          | 7 неделя                                                                | 8 неделя                                                                |
| ------------------------ | -------------------------------------------- | ----------------------------------- | --------------------------------------- | ------------------------------------------ | ----------------------------------------- | ------------------------------------------------- | ----------------------------------------------------------------------- | ----------------------------------------------------------------------- |
| Михаил Панчишин          | Спасён                                       | Спасён                              | Спасён                                  | Спасён                                     | Спасён                                    | Спасён                                            | Спасён                                                                  | Победитель                                                              |
| «Yurcash»                | Спасены                                      | Спасены                             | Спасены                                 | Спасены                                    | Спасены                                   | Спасены                                           | Спасены                                                                 | Второе место                                                            |
| Дарья Ступак             | Спасена                                      | Спасена                             | Спасена                                 | Спасена                                    | Спасена                                   | Номинация                                         | 3-я                                                                     | Выбыла                                                                  |
| Елена Зуева              | Спасена                                      | Спасена                             | Спасена                                 | Спасена                                    | Спасена                                   | Номинация                                         | Выбыла (6 неделя)                                                       | Выбыла (6 неделя)                                                       |
| «Каблуками по брусчатке» | Спасены                                      | Спасены                             | Спасены                                 | Спасены                                    | Номинация                                 | 5-е                                               | Выбыли (6 неделя)                                                       | Выбыли (6 неделя)                                                       |
| Николай Ильин            | Спасён                                       | Спасён                              | Спасён                                  | Спасён                                     | Номинация                                 | Выбыл (5 неделя)                                  | Выбыл (5 неделя)                                                        | Выбыл (5 неделя)                                                        |
| «KAZKA»                  | Спасены                                      | Спасены                             | Спасены                                 | Номинация                                  | 7-е                                       | Выбыли (5 неделя)                                 | Выбыли (5 неделя)                                                       | Выбыли (5 неделя)                                                       |
| Анна Трубецкая           | Спасена                                      | Спасена                             | Номинация                               | Номинация                                  | Выбыла (4 неделя)                         | Выбыла (4 неделя)                                 | Выбыла (4 неделя)                                                       | Выбыла (4 неделя)                                                       |
| Алёна Романовская        | Спасена                                      | 10-я                                | Спасена                                 | 9-e                                        | Выбыла (4 неделя)                         | Выбыла (4 неделя)                                 | Выбыла (4 неделя)                                                       | Выбыла (4 неделя)                                                       |
| Иван Варава              | Спасён                                       | Спасён                              | Номинация                               | Выбыл (3 неделя)                           | Выбыл (3 неделя)                          | Выбыл (3 неделя)                                  | Выбыл (3 неделя)                                                        | Выбыл (3 неделя)                                                        |
| Остап Скороход           | 11-й                                         | 11-й                                | Выбыл (2 неделя)                        | Выбыл (2 неделя)                           | Выбыл (2 неделя)                          | Выбыл (2 неделя)                                  | Выбыл (2 неделя)                                                        | Выбыл (2 неделя)                                                        |
| Ксения Попова            | 12-я                                         | Выбыла (1 неделя)                   | Выбыла (1 неделя)                       | Выбыла (1 неделя)                          | Выбыла (1 неделя)                         | Выбыла (1 неделя)                                 | Выбыла (1 неделя)                                                       | Выбыла (1 неделя)                                                       |
| Вета Козакова            | 13-я                                         | Выбыла (1 неделя)                   | Выбыла (1 неделя)                       | Выбыла (1 неделя)                          | Выбыла (1 неделя)                         | Выбыла (1 неделя)                                 | Выбыла (1 неделя)                                                       | Выбыла (1 неделя)                                                       |
|                          |                                              |                                     |                                         |                                            |                                           |                                                   |                                                                         |                                                                         |
| Номинация                | Остап Скороход, Ксения Попова, Вета Козакова | Алёна Романовская, Остап Скороход   | Иван Варава, Анна Трубецкая             | Анна Трубецкая, «KAZKA»                    | Николай Ильин, «Каблуками по брусчатке»   | Елена Зуева, Дарья Ступак                         | Исключение участника осуществляется только по зрительскому голосованию. | Исключение участника осуществляется только по зрительскому голосованию. |
| Судьи голосовали за:     | Спасение                                     | Спасение                            | Спасение                                | Спасение                                   | Спасение                                  | Спасение                                          | Исключение участника осуществляется только по зрительскому голосованию. | Исключение участника осуществляется только по зрительскому голосованию. |
| Выбор Шурова:            | Остап Скороход                               | Остап Скороход                      | Иван Варава                             | «KAZKA»                                    | «Каблуками по брусчатке»                  | Дарья Ступак                                      | Исключение участника осуществляется только по зрительскому голосованию. | Исключение участника осуществляется только по зрительскому голосованию. |
| Выбор Винника:           | Остап Скороход                               | Алёна Романовская                   | Анна Трубецкая                          | «KAZKA»                                    | Николай Ильин                             | Елена Зуева                                       | Исключение участника осуществляется только по зрительскому голосованию. | Исключение участника осуществляется только по зрительскому голосованию. |
| Выбор Данилко:           | Ксения Попова                                | Остап Скороход                      | Анна Трубецкая                          | «KAZKA»                                    | «Каблуками по брусчатке»                  | Дарья Ступак                                      | Исключение участника осуществляется только по зрительскому голосованию. | Исключение участника осуществляется только по зрительскому голосованию. |
| Выбор Каменских:         | Ксения Попова                                | Алёна Романовская                   | Анна Трубецкая                          | Анна Трубецкая                             | «Каблуками по брусчатке»                  | Дарья Ступак                                      | Исключение участника осуществляется только по зрительскому голосованию. | Исключение участника осуществляется только по зрительскому голосованию. |
| Исключение:              | Ксения Попова 2 из 4 голосов Тупик           | Остап Скороход 2 из 4 голосов Тупик | Иван Варава 1 из 4 голосов Решение жюри | Алена Романовская Худший в телеголосовании | «KAZKA» Худший в телеголосовании          | «Каблуками по брусчатке» Худший в телеголосовании | Дарья Ступак Наименьшее количество голосов для победы                   | «Yurcash» Наименьшее количество голосов для победы                      |
| Исключение:              | Вета Козакова Худший голосовании             | Остап Скороход 2 из 4 голосов Тупик | Иван Варава 1 из 4 голосов Решение жюри | Анна Трубецкая 1 из 4 голосов Решение жюри | Николай Ильин 1 из 4 голосов Решение жюри | Елена Зуева 1 из 4 голосов Решение жюри           | Дарья Ступак Наименьшее количество голосов для победы                   | «Yurcash» Наименьшее количество голосов для победы                      |

### Команды
| — Победитель — Суперфиналист — Финалист | — Выбывание — Номинация |

Олег Винник
| Участник          | Шоу 1  | Шоу 2     | Шоу 3  | Шоу 4  | Шоу 5  | Шоу 6  | Шоу 7 | Шоу 8 |
| ----------------- | ------ | --------- | ------ | ------ | ------ | ------ | ----- | ----- |
| Елена Зуева       | Прошла | Прошла    | Прошла | Прошла | Прошла | Выбыла |       |       |
| Николай Ильин     | Прошёл | Прошёл    | Прошёл | Прошёл | Выбыл  |        |       |       |
| Алёна Романовская | Прошла | Номинация | Прошла | Выбыла |        |        |       |       |

Настя Каменских
| Участник       | Шоу 1  | Шоу 2  | Шоу 3     | Шоу 4  | Шоу 5  | Шоу 6     | Шоу 7        | Шоу 8 |
| -------------- | ------ | ------ | --------- | ------ | ------ | --------- | ------------ | ----- |
| Дарья Ступак   | Прошла | Прошла | Прошла    | Прошла | Прошла | Номинация | Третье место |       |
| Анна Трубецкая | Прошла | Прошла | Номинация | Выбыла |        |           |              |       |
| Ксения Попова  | Выбыла |        |           |        |        |           |              |       |
| Вета Козакова  | Выбыла |        |           |        |        |           |              |       |

Дмитрий Шуров
| Участник        | Шоу 1     | Шоу 2  | Шоу 3  | Шоу 4  | Шоу 5  | Шоу 6  | Шоу 7  | Шоу 8      |
| --------------- | --------- | ------ | ------ | ------ | ------ | ------ | ------ | ---------- |
| Михаил Панчишин | Прошёл    | Прошёл | Прошёл | Прошёл | Прошёл | Прошёл | Прошёл | Победитель |
| Иван Варава     | Прошёл    | Прошёл | Выбыл  |        |        |        |        |            |
| Остап Скороход  | Номинация | Выбыл  |        |        |        |        |        |            |

Андрей Данилко
| Участник               | Шоу 1  | Шоу 2  | Шоу 3  | Шоу 4     | Шоу 5     | Шоу 6  | Шоу 7  | Шоу 8        |
| ---------------------- | ------ | ------ | ------ | --------- | --------- | ------ | ------ | ------------ |
| Yurcash                | Прошли | Прошли | Прошли | Прошли    | Прошли    | Прошли | Прошли | Второе место |
| Каблуками по брусчатке | Прошли | Прошли | Прошли | Прошли    | Номинация | Выбыли |        |              |
| KAZKA                  | Прошли | Прошли | Прошли | Номинация | Выбыли    |        |        |              |